# Phytobia morio
Phytobia morio este o specie de muște din genul Phytobia, familia Agromyzidae. A fost descrisă pentru prima dată de Carl Gustav Alexander Brischke în anul 1881. Conform Catalogue of Life specia Phytobia morio nu are subspecii cunoscute.